# Retrophyllum rospigliosii
Retrophyllum rospigliosii é uma espécie de conífera da família Podocarpaceae.
Pode ser encontrada nos seguintes países: Colômbia, Peru e Venezuela.